# كولون (هونغ كونغ)

موقع منطقة كولون ضمن منطقة هونغ كونغ.

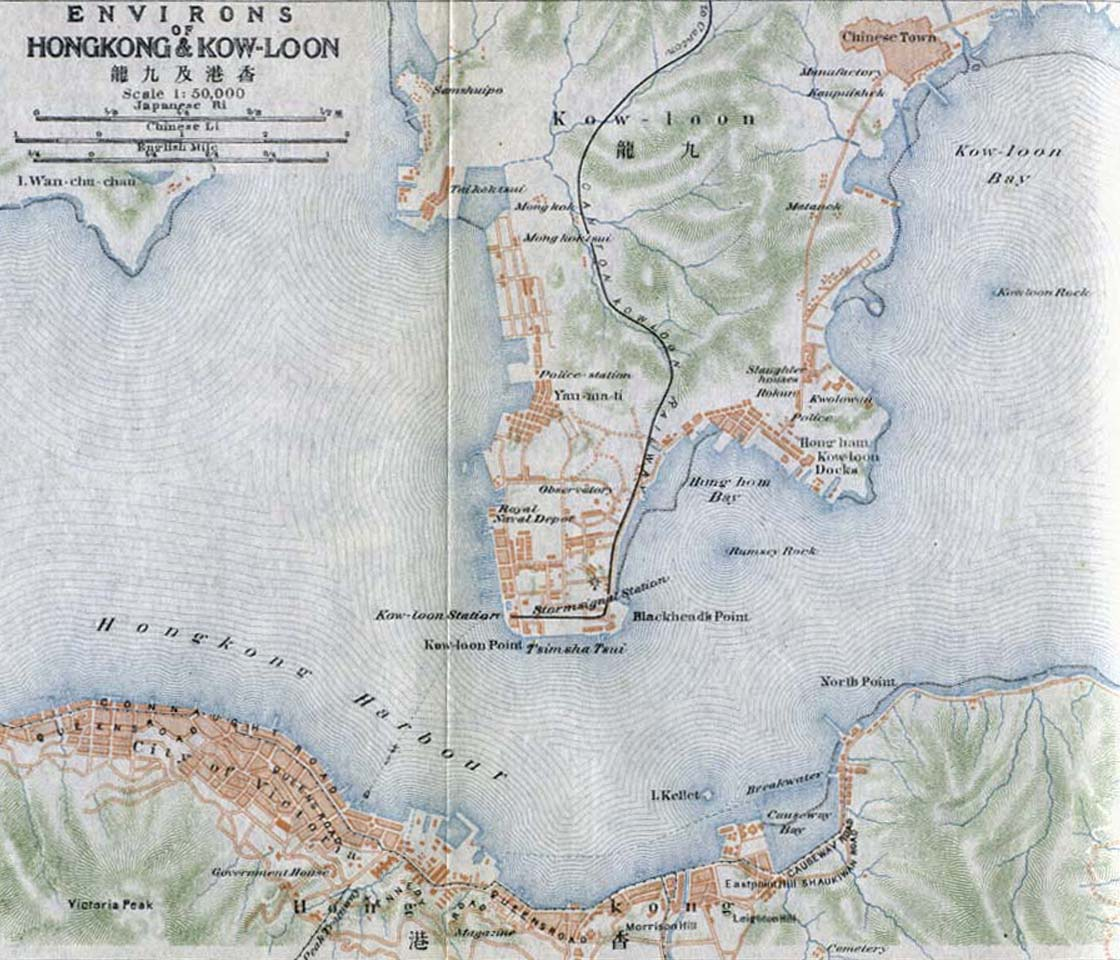
كولون في عام 1915

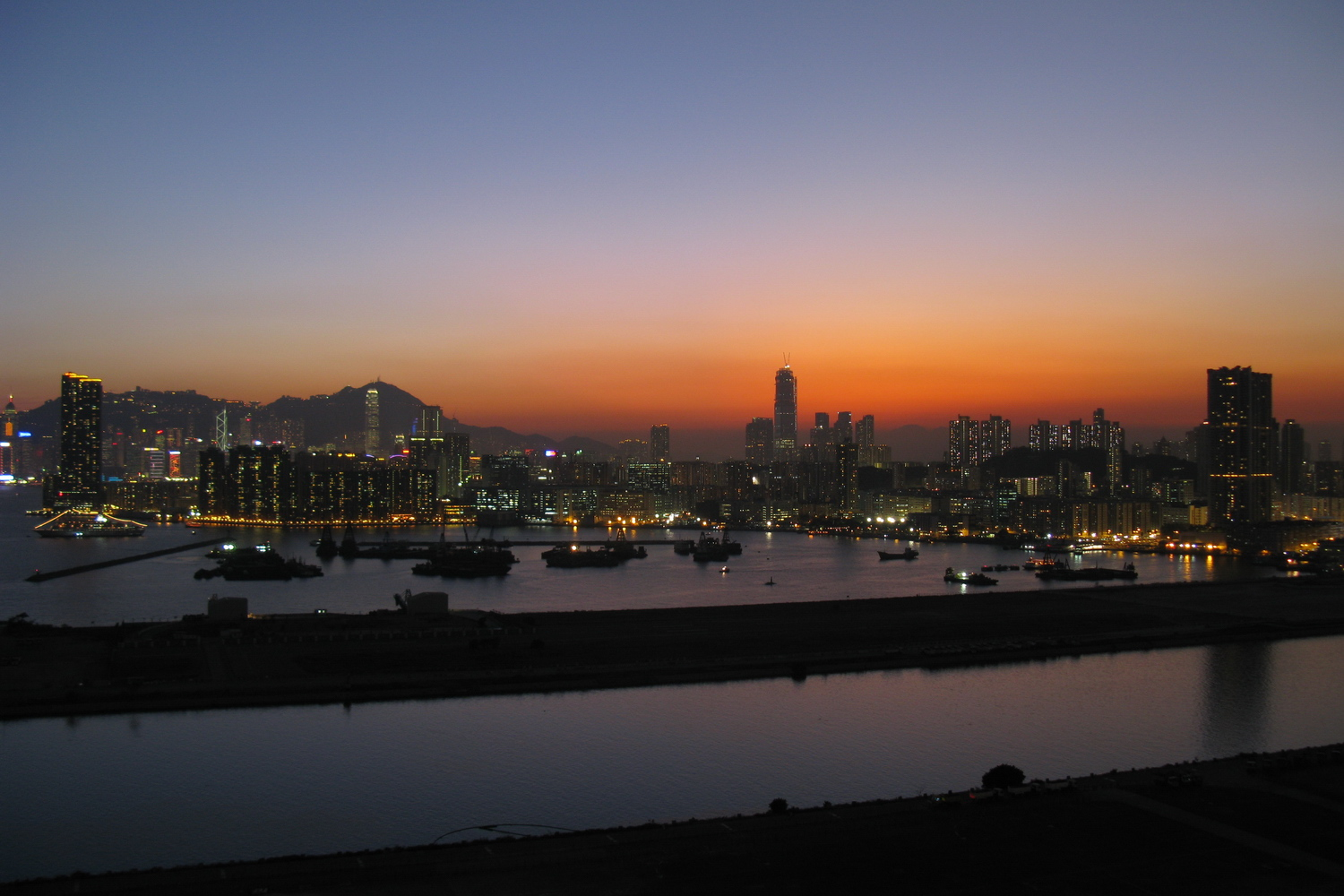
شبه جزيرة كولون عند الغسق.

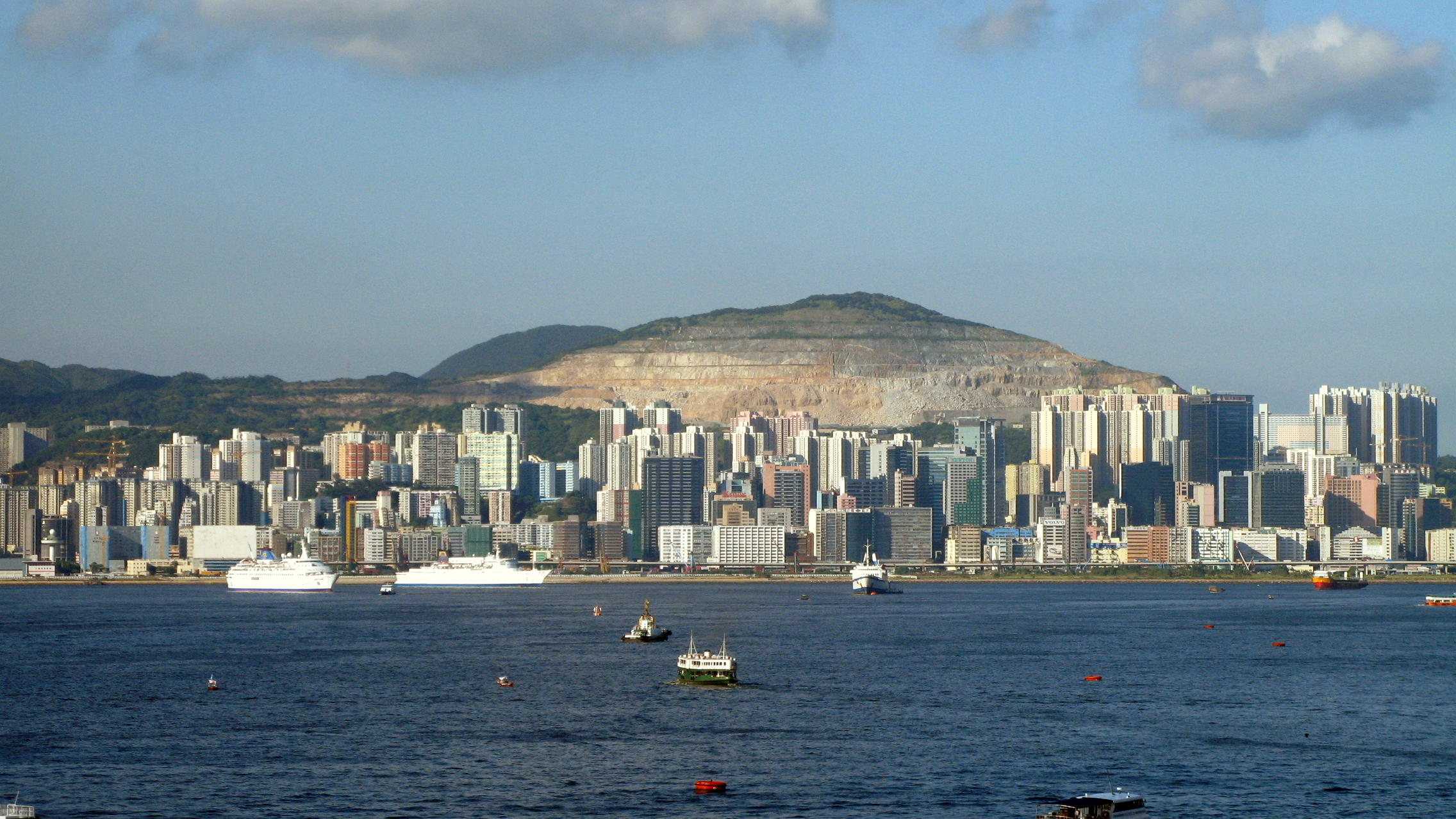
المباني الشاهقة في شرق كولون

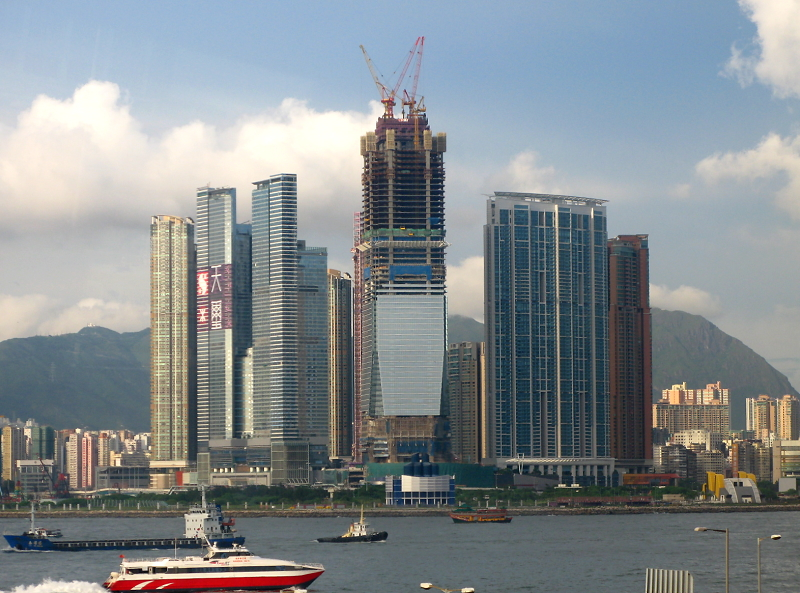
ناطحات السحاب في غرب كولون

كولون (تُلفظ بالإنجليزية: ‎/ˌkaʊˈluːn/‏) هي منطقة حضرية في هونغ كونغ تتألف من شبه جزية كولون وكولون الجديدة. يحدها مضيق لي يو مون من الشرق، جزيرة مي سون فو تشوسين وجزيرة ستونكوتر من الغرب، تيت كارين وليون روك من الشمال، وميناء فيكتوريا من الجنوب. في عام 2006 بلغ عدد سكانها 2.019.533 نسمة، والكثافة السكانية 43.033 نسمة في الكيلومتر مربع. تقع كولون إلى الشمال من جزيرة هونغ كونغ وإلى الجنوب من البر الرئيسي وتعد جزء من الأقاليم الجديدة. يبلغ مساحة شبه الجزيرة حوالي 47 كيلومتر مربع. وتشكل بالإضافة إلى جزيرة هونغ كونغ حوالي 48 ٪ من عدد سكان هونغ كونغ الكلي.

## التاريخ
يعني اسم كولون تسعة تنانين التي تمثل الذرى الثمانية والإمبراطور الصيني على الشكل التالي: ذروة كولون، تونغ شان، تاته كارين، معبد هيل، جرف يونيكورن، ليون روك، تل بيكون، عش الغراب والإمبراطور بينغ.
تم التخلي عن جزء كولون جنوب الشارع الحدودي من قبل سلالة تشينغ الحاكمة في الصين إلى المملكة المتحدة في إطار اتفاقية بكين عام 1860. لسنوات عديدة ظلت المنطقة متخلفة إلى حد كبير.
أما جزء كولون إلى الشمال من الشارع الحدودي (كولون الجديدة) فاستأجرت من قبل بريطانيا كجزء من الأقاليم الجديدة في عام 1898 لمدة 99 عاما. تقع مدينة كولون ضمن منطقة كولون الجديدة والتي تشير إلى المنطقة التي كانت تقع فيها مدينة كولون المسورة بالجدران التي هدمت في عام 1993.
بقي اسم «كولون» يشير إلى المنطقة الواقعة جنوب الشارع الحدودي وجزيرة ستونكتر. أما «نيو كولون» فبقيت جزءا من الأقاليم الجديدة.
بدأ التطور الكبير في كولون مع مطلع القرن العشرين مع بناء خط كانتون-كولون للسكك الحديدية.
في يوم 1 يوليو 1997 انتقلت ملكية كلا جزئي كولون إلى جمهورية الصين الشعبية بالإضافة إلى بقية هونغ كونغ.

## معرض صور

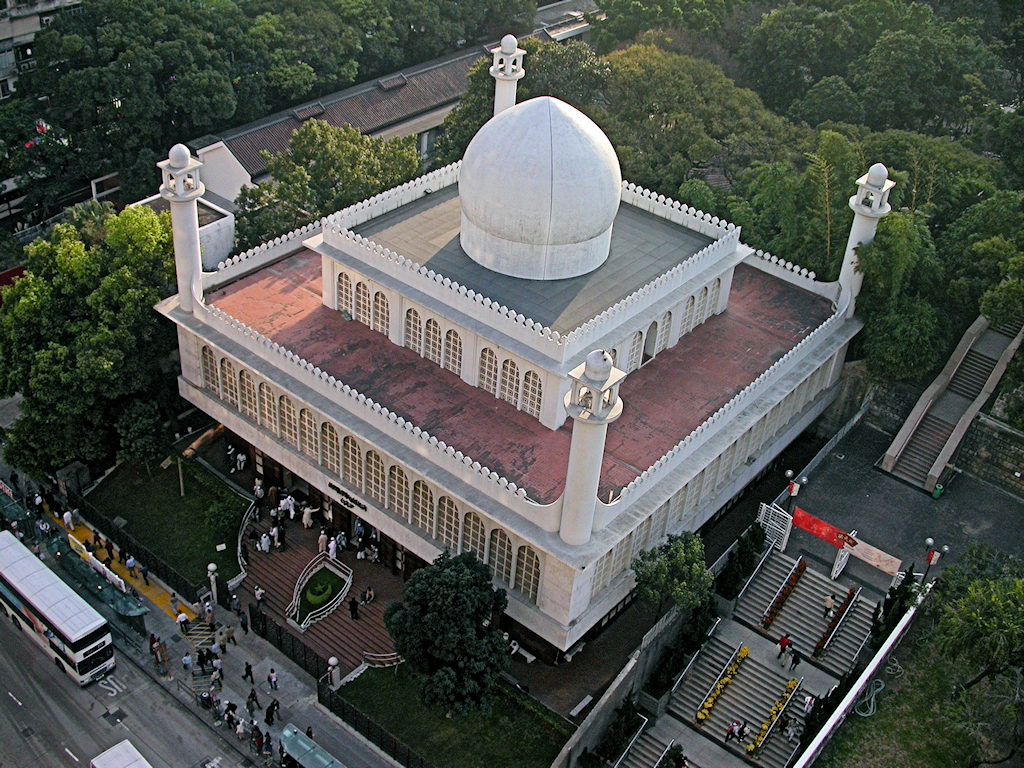
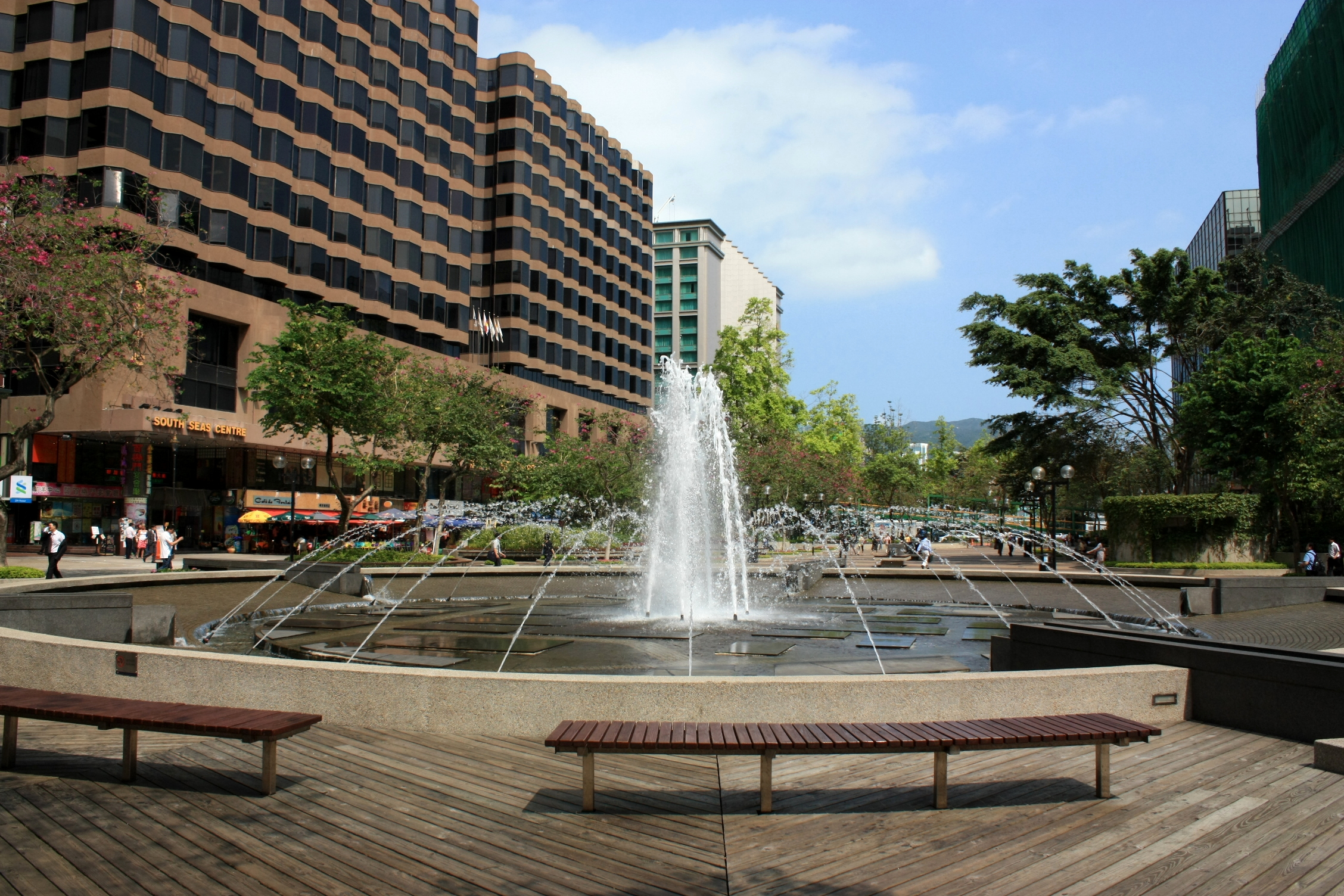
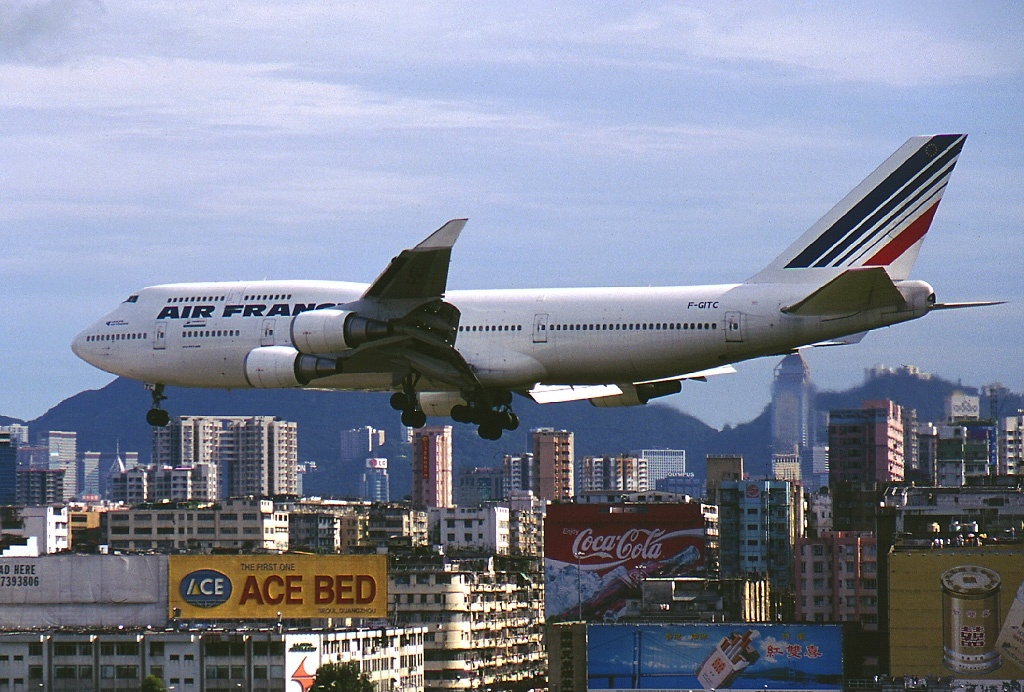
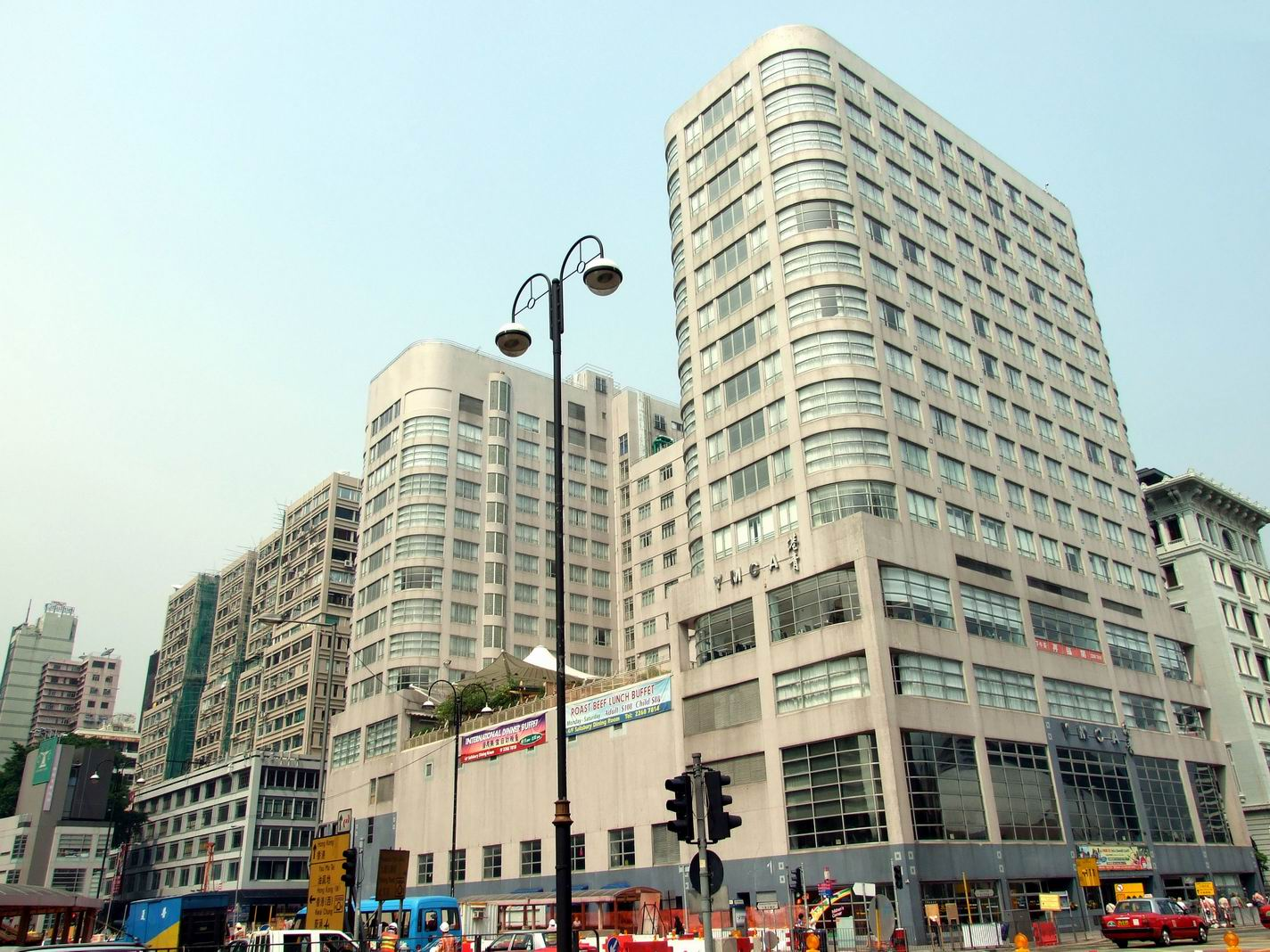
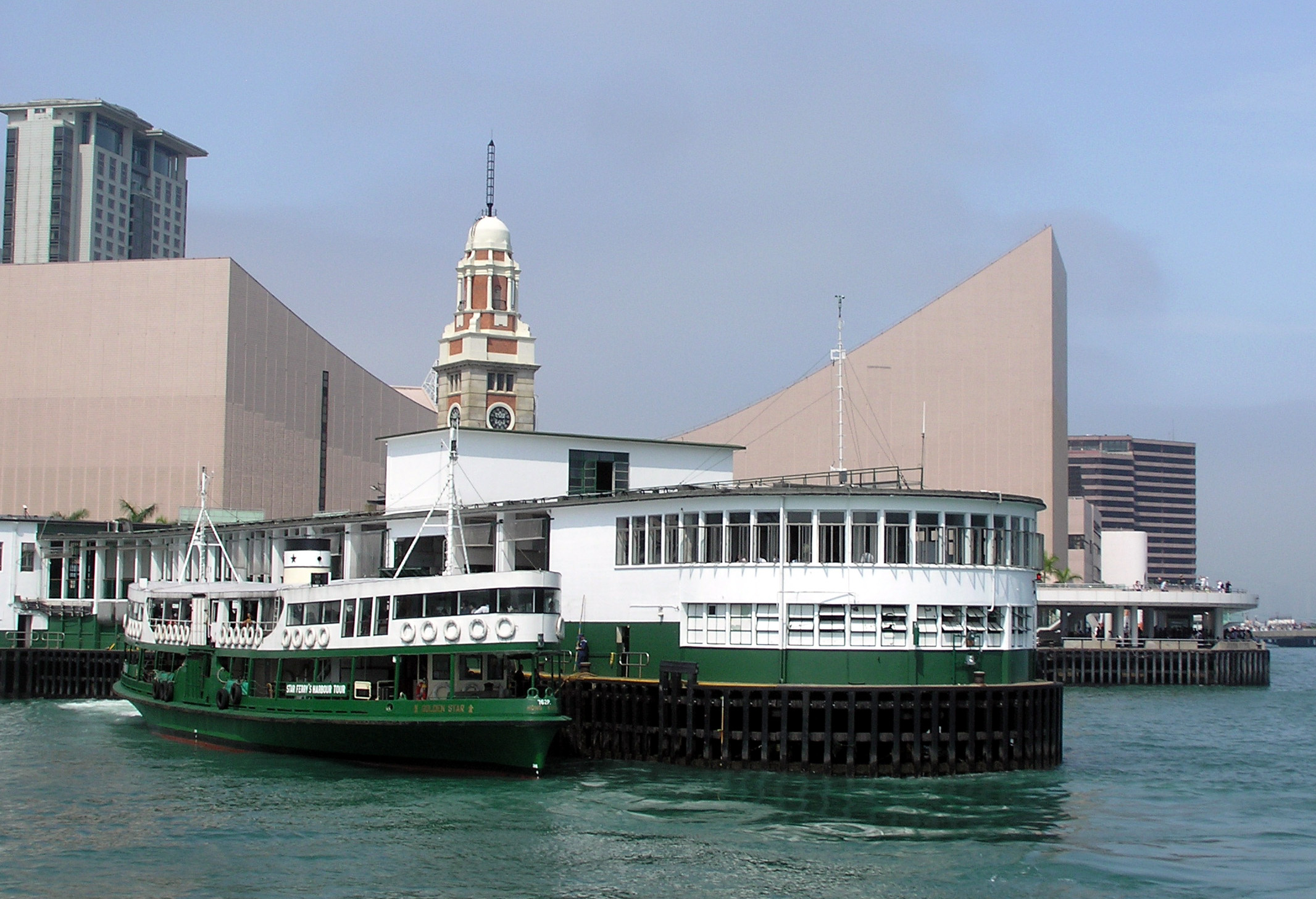
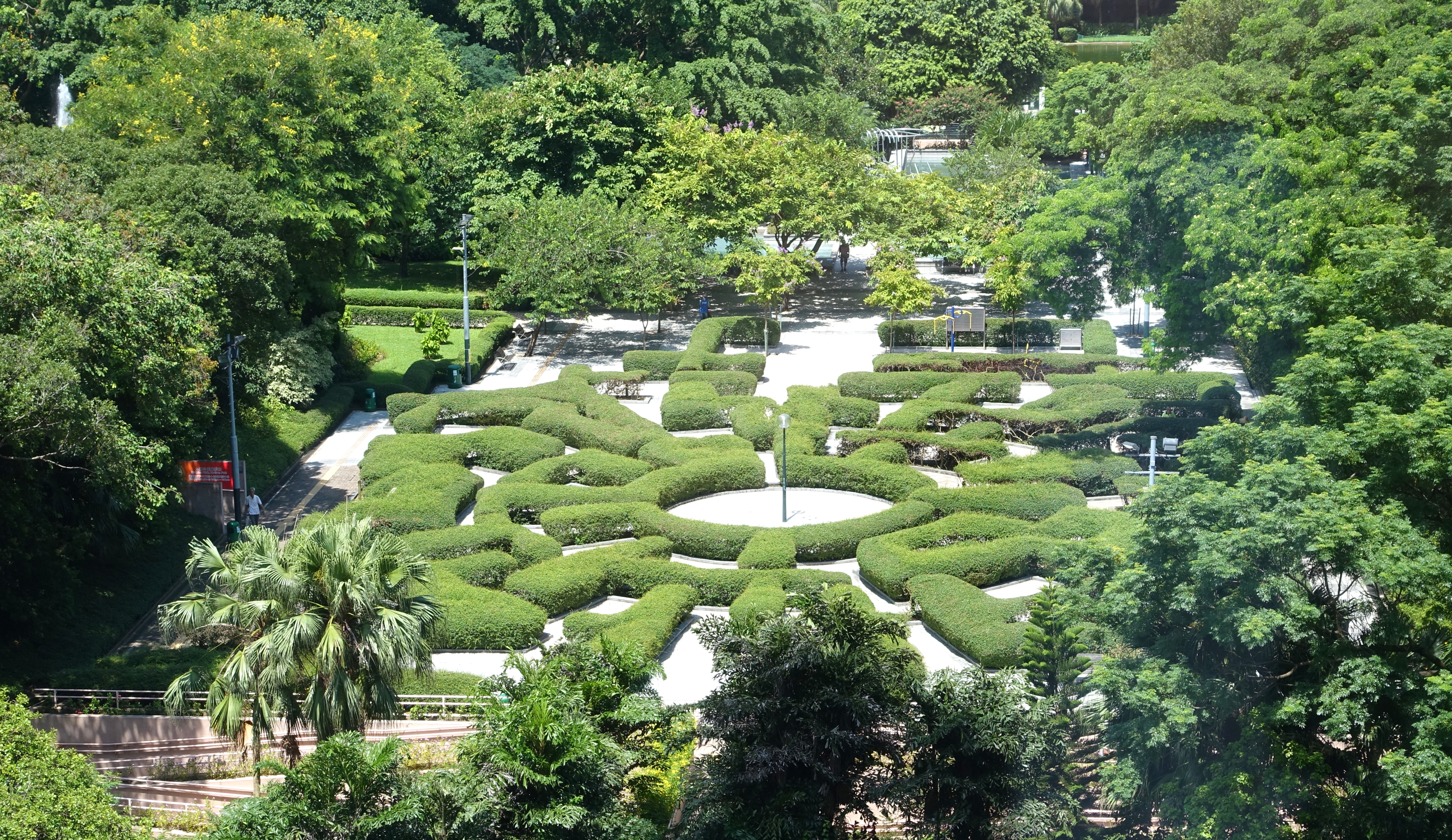

## تقسيمات إدارية
تضم كولون المقاطعات التالية:
- مدينة كولون
- كوون تونغ
- شام شوي بو
- وونغ تاي سين
- ياو تسيم مونغ